# Давление электромагнитного излучения
Давление электромагнитного излучения, давление света — давление, которое оказывает световое (и вообще электромагнитное) излучение, падающее на поверхность тела.

## История

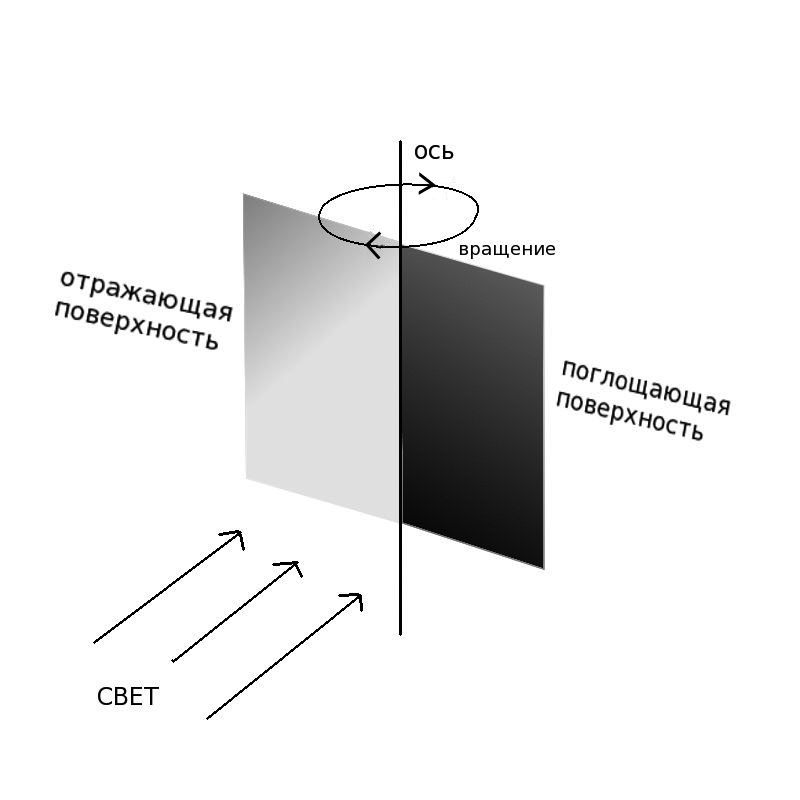
Схематическое изображение опыта Лебедева

Впервые гипотеза о существовании светового давления была высказана Иоганном Кеплером в XVII веке для объяснения поведения хвостов комет при пролёте их вблизи Солнца. В 1873 г. Максвелл дал теорию давления света в рамках своей классической электродинамики. Экспериментально световое давление впервые исследовал П. Н. Лебедев в 1899 г. В его опытах в вакуумированном сосуде на тонкой серебряной нити подвешивались крутильные весы, к коромыслам которых были прикреплены тонкие диски из слюды и различных металлов. Главной сложностью было выделить световое давление на фоне радиометрических и конвективных сил (сил, обусловленных разностью температуры окружающего газа с освещённой и неосвещённой стороны). Кроме того, поскольку в то время не были разработаны вакуумные насосы, отличные от простых механических, Лебедев не имел возможности проводить свои опыты в условиях даже среднего, по современной классификации, вакуума.
Путём попеременного облучения разных сторон крылышек Лебедев нивелировал радиометрические силы и получил удовлетворительное (±20 %) совпадение с теорией Максвелла. Позднее, в 1907—1910 гг., Лебедев провёл более точные опыты по изучению давления света в газах и также получил приемлемое согласие с теорией.

## Вычисление

### В отсутствие рассеяния
Для вычисления давления света при нормальном падении излучения и отсутствии рассеяния можно воспользоваться следующей формулой:
{\displaystyle p={\frac {I}{c}}(1-k+\rho )},
где {\displaystyle I} — интенсивность падающего излучения; {\displaystyle c} — скорость света, {\displaystyle k} — коэффициент пропускания, {\displaystyle \rho } — коэффициент отражения.
Давление солнечного света на перпендикулярную свету зеркальную поверхность, находящуюся в космосе в районе Земли, легко рассчитать через плотность потока солнечной (электромагнитной) энергии на расстоянии одной астрономической единицы от Солнца (солнечная постоянная). Оно составляет около 9 мкН/м²=9 микропаскалей, или 9⋅10−11 атм.
Если свет падает под углом θ к нормали, то давление можно выразить формулой:
{\displaystyle {\vec {p}}=w((1-k){\vec {i}}-\rho \,{\vec {i'}})\cos \theta },
где {\displaystyle w} — объёмная плотность энергии излучения, {\displaystyle k} — коэффициент пропускания, {\displaystyle \rho } — коэффициент отражения, {\displaystyle {\vec {i}}} — единичный вектор в направлении падающего пучка, {\displaystyle {\vec {i'}}} — единичный вектор в направлении отражённого пучка.
Например, тангенциальная составляющая силы давления света на единичную площадку будет равна
{\displaystyle {f_{\tau }}\,=w((1-k)\sin \theta -\rho \sin \theta )\cos \theta =w(1-k-\rho )\sin \theta \cos \theta }.
Нормальная составляющая силы давления света на единичную площадку будет равна
{\displaystyle {f{n}}\,=w((1-k)\cos \theta -\rho (-\cos \theta ))\cos \theta =w(1-k+\rho )\cos ^{2}\theta }.
Отношение нормальной и тангенциальной составляющих равно
{\displaystyle {\frac {f{n}}{f{\tau }}}={\frac {1-k+\rho }{1-k-\rho }}{\rm {ctg\,}}\theta }.

### При рассеянии
Если рассеяние света поверхностью и при пропускании, и при отражении подчиняется закону Ламберта, то при нормальном падении давление будет равно:
{\displaystyle p={\frac {I}{c}}(1+{\frac {2}{3}}(A-K))}
где {\displaystyle I} — интенсивность падающего излучения, {\displaystyle K} — коэффициент диффузного пропускания, {\displaystyle A} — альбедо.

### Вывод
Найдём импульс, уносимый электромагнитной волной от ламбертова источника. Полная светимость ламбертова источника, как известно, равна
{\displaystyle E=\pi B_{n}},
где {\displaystyle B_{n}} — сила света в направлении нормали.
Отсюда сила света под произвольным углом {\displaystyle \theta } к нормали, по закону Ламберта, равна
{\displaystyle B=B_{n}\cos \theta ={\frac {E}{\pi }}\cos \theta }.
Энергия, излучаемая в элемент телесного угла, имеющий вид сферического кольца, равна
{\displaystyle dE=Bd\Omega =({\frac {E}{\pi }}\cos \theta )d\Omega =({\frac {E}{\pi }}\cos \theta )(2\pi \sin \theta d\theta )=2E\cos \theta \sin \theta d\theta }.
Для определения импульса, уносимого излучением, нужно учитывать только его нормальную составляющую, так как в силу поворотной симметрии все тангенциальные составляющие взаимно компенсируются:
{\displaystyle dp={\frac {dE}{c}}\cos \theta }.
Отсюда
{\displaystyle p=\int {\frac {dE}{c}}\cos \theta ={\frac {2E}{c}}\int \limits _{0}^{\pi /2}\cos ^{2}\theta \sin \theta \,d\theta ={\frac {2E}{c}}\int \limits _{\pi /2}^{0}\cos ^{2}\theta \,d\cos \theta ={\frac {2E}{c}}\int \limits _{0}^{1}x^{2}\,dx={\frac {2}{3}}{\frac {E}{c}}}.
Для рассеянного обратно излучения {\displaystyle E=AI} и {\displaystyle p={\frac {2}{3}}A{\frac {I}{c}}}.
Для излучения, прошедшего сквозь пластинку, {\displaystyle E=KI} и {\displaystyle p=-{\frac {2}{3}}K{\frac {I}{c}}} (минус возникает из-за того, что это излучение направлено вперёд).
Складывая давление, создаваемое падающим и обоими видами рассеянного излучения, получаем искомое выражение.
В случае, когда отражённое и пропущенное излучение является частично направленным и частично рассеянным, справедлива формула:
{\displaystyle p={\frac {I}{c}}(1+\rho -k+{\frac {2}{3}}(A-K))}
где I — интенсивность падающего излучения, k — коэффициент направленного пропускания, K — коэффициент диффузного пропускания, ρ — коэффициент направленного отражения, A — альбедо рассеяния.

### Давление фотонного газа
Изотропный фотонный газ, имеющий плотность энергии u, оказывает давление:
{\displaystyle p={\frac {1}{3}}u}
В частности, если фотонный газ является равновесным (излучение абсолютно чёрного тела) с температурой T, то его давление равно:
{\displaystyle p=\left({\frac {\pi ^{2}k^{4}}{45c^{3}\hbar ^{3}}}\right)T^{4}={\frac {4}{3c}}\sigma T^{4}}
где σ — постоянная Стефана — Больцмана.

## Физический смысл
Давление электромагнитного излучения является следствием того, что оно, как и любой материальный объект, обладающий энергией E и движущийся со скоростью v, также обладает импульсом p = Ev/c². А поскольку для электромагнитного излучения v = c, то p = E/c.
В электродинамике давление электромагнитного излучения описывается тензором энергии-импульса электромагнитного поля.

### Корпускулярное описание
Если рассматривать свет как поток фотонов, то, согласно принципам классической механики, частицы при ударе о тело должны передавать ему импульс, другими словами — оказывать давление. 

### Волновое описание
С точки зрения волновой теории света электромагнитная волна представляет собой изменяющиеся и взаимосвязанные во времени и пространстве колебания электрического и магнитного полей. При падении волны на отражающую поверхность электрическое поле возбуждает токи в приповерхностном слое, на которые действует магнитная составляющая волны. Таким образом, световое давление есть результат сложения многих сил Лоренца, действующих на частицы тела.
| Расстояние от Солнца, а. е. | Давление, мкПа (мкН/м²) |
| --------------------------- | ----------------------- |
| 0.20                        | 227                     |
| 0.39 (Меркурий)             | 60.6                    |
| 0.72 (Венера)               | 17.4                    |
| 1.00 (Земля)                | 9.08                    |
| 1.52 (Марс)                 | 3.91                    |
| 3.00 (пояс астероидов)      | 1.01                    |
| 5.20 (Юпитер)               | 0.34                    |

## Применение

### Космические двигатели
Возможными областями применения являются солнечный парус и разделение газов, а в более отдалённом будущем — фотонный двигатель.

### Ядерная физика
В настоящее время[когда?] широко обсуждается возможность ускорения световым давлением, создаваемым сверхсильными лазерными импульсами, тонких (толщиной от 5 до 10 нм) металлических плёнок с целью получения высокоэнергичных протонов.